# Divize D 1992/1993
V soubojích 28. ročníku Moravskoslezské divize D 1992/93 (jedna ze skupin 4. fotbalové ligy) se utkalo 16 týmů každý s každým dvoukolovým systémem podzim–jaro. Tento ročník začal v srpnu 1992 a skončil v červnu 1993.

## Nové týmy v sezoně 1992/93
- Z MSFL 1991/92 nesestoupilo do Divize D žádné mužstvo.
- Z Divize E 1991/92 přešlo mužstvo SK Prostějov.
- Z Jihomoravského župního přeboru 1991/92 postoupilo vítězné mužstvo TJ Slovan Ivančice.[1]
- Ze Středomoravského župního přeboru 1991/92 postoupilo vítězné mužstvo FC TVD Slavičín.

## Kluby podle žup
- Jihomoravská (9): FC Boby Brno „B“, FC Tatran Poštorná, TJ Jiskra Kyjov, TJ Slovan Ivančice, TJ ČKD Blansko, TJ Baník Ratíškovice, TJ Zetor Brno, FC Slavia Třebíč, TJ Svitavy.
- Středomoravská (6): VTJ Sigma Hodonín, FC Veselí nad Moravou, FC TVD Slavičín, TJ Dolní Němčí, FC Svit Zlín „B“, TJ Kunovice.
- Hanácká (1): SK Prostějov.

## Konečná tabulka
Zdroj: 
| Poř. | Tým                    | Z  | V  | R  | P  | VG | OG | B  |
| ---- | ---------------------- | -- | -- | -- | -- | -- | -- | -- |
| 1.   | FC Boby Brno „B“       | 30 | 22 | 4  | 4  | 78 | 25 | 48 |
| 2.   | VTJ Sigma Hodonín      | 30 | 18 | 8  | 4  | 74 | 24 | 44 |
| 3.   | FC Tatran Poštorná     | 30 | 18 | 8  | 4  | 51 | 25 | 44 |
| 4.   | SK Prostějov           | 30 | 11 | 11 | 8  | 43 | 33 | 33 |
| 5.   | TJ Jiskra Kyjov        | 30 | 14 | 4  | 12 | 41 | 41 | 32 |
| 6.   | FC Slavia Třebíč       | 30 | 13 | 6  | 11 | 38 | 43 | 32 |
| 7.   | FC Veselí nad Moravou  | 30 | 12 | 7  | 11 | 38 | 47 | 31 |
| 8.   | TJ Slovan Ivančice (N) | 30 | 11 | 8  | 11 | 49 | 43 | 30 |
| 9.   | TJ ČKD Blansko         | 30 | 8  | 13 | 9  | 34 | 40 | 29 |
| 10.  | TJ Baník Ratíškovice   | 30 | 9  | 11 | 10 | 32 | 42 | 29 |
| 11.  | TJ Svitavy             | 30 | 12 | 4  | 14 | 41 | 42 | 28 |
| 12.  | FC TVD Slavičín (N)    | 30 | 10 | 7  | 13 | 40 | 45 | 27 |
| 13.  | TJ Dolní Němčí         | 30 | 7  | 9  | 14 | 33 | 58 | 23 |
| 14.  | TJ Zetor Brno          | 30 | 6  | 10 | 14 | 26 | 48 | 22 |
| 15.  | FC Svit Zlín „B“       | 30 | 5  | 6  | 19 | 30 | 57 | 16 |
| 16.  | TJ Kunovice            | 30 | 3  | 6  | 21 | 22 | 57 | 12 |

Poznámky:
- Z = Odehrané zápasy; V = Vítězství; R = Remízy; P = Prohry; VG = Vstřelené góly; OG = Obdržené góly; B = Body; (S) = Mužstvo sestoupivší z vyšší soutěže; (N) = Mužstvo postoupivší z nižší soutěže (nováček)

|  | Postup do MSFL 1993/94                             |
|  | Přechod do Divize E 1993/94                        |
|  | Sestup do Středomoravského župního přeboru 1993/94 |